# Neil Harbisson
Neil Harbisson (* 27. července 1984 Mataró, Španělsko) je britský a irský umělec a aktivista. Proslavil se jako první úředně uznaný kyborg na světě, neboť si nechal do lebky implantovat anténu, která mu umožňuje vnímat barvy.

## Osobní život
Jeho matka pochází ze Španělska, otec z Irska. Narodil se s úplnou barvoslepostí. Studoval výtvarné umění na Institut Alexandre Satorras v Barceloně a hudbu na Dartington College of Arts v Londýně.

## Dílo

### Anténa
Anténa je zařízení, které umožňuje převádět barvy na zvuky. Na jejím vývoji začal Harbisson pracovat v roce 2003, kdy se v Londýně setkal s vynálezcem Adamem Montandonem. Původní zařízení se skládalo z webové kamery, počítače a sluchátek. Tento přístroj dále upravoval a později se rozhodl, že si ho nechá implantovat. Bioetické komise mu implantaci několikrát zapověděly, Neil však sehnal anonymního lékaře, který operaci provedl.
Anténa je tvořena kamerou na snímání barev a senzorem, který dokáže barvy přečíst. Následně změní barvy ve vibrace, které vysílá do Neilovy lebky. Anténa dokáže zachytit také infračervené a ultrafialové záření.

### Solární koruna
Solární koruna je zařízení umožňující vnímat čas. Je určena k implantaci do hlavy a vytváří pocit tepla, který během 24 hodin prochází kolem celé hlavy.

### WeTooth
Zubní implantát, který umožňuje komunikaci pomocí Morseovy abecedy.

### Kompas
Implantát v koleni, který umožňuje vnímat sever.